# 阿列克谢·迪莫夫斯基
阿列克谢·亚历山德罗维奇·迪莫夫斯基（俄语：Алексе́й Алекса́ндрович Дымо́вский，1977年8月22日—）原俄罗斯新罗西斯克民警，因在2009年11月揭露俄罗斯执法机构腐败问题而知名。2010年1月，他遭到开除并因诈骗而受到起诉。此后，相关指控被撤回。